# Wolschart
Wolschart, auf Wegweisern auch als Maria Wohlschart bezeichnet, ist eine Ortschaft in der Gemeinde St. Georgen am Längsee im Bezirk Sankt Veit an der Glan in Kärnten (Österreich). Die Ortschaft hat 1 Einwohner (Stand 1. Jänner 2024). Sie liegt auf dem Gebiet der Katastralgemeinde St. Georgen am Längsee.

## Lage
Die Ortschaft liegt im Sankt Veiter Hügelland im Zentrum des Bezirks Sankt Veit an der Glan, im Norden der Gemeinde Sankt Georgen am Längsee, im Wolschartwald. Sie ist nur über eine unbefestigte Straße erreichbar. Etwa einen Kilometer nordwestlich des Orts verläuft die Friesacher Straße.

## Geschichte

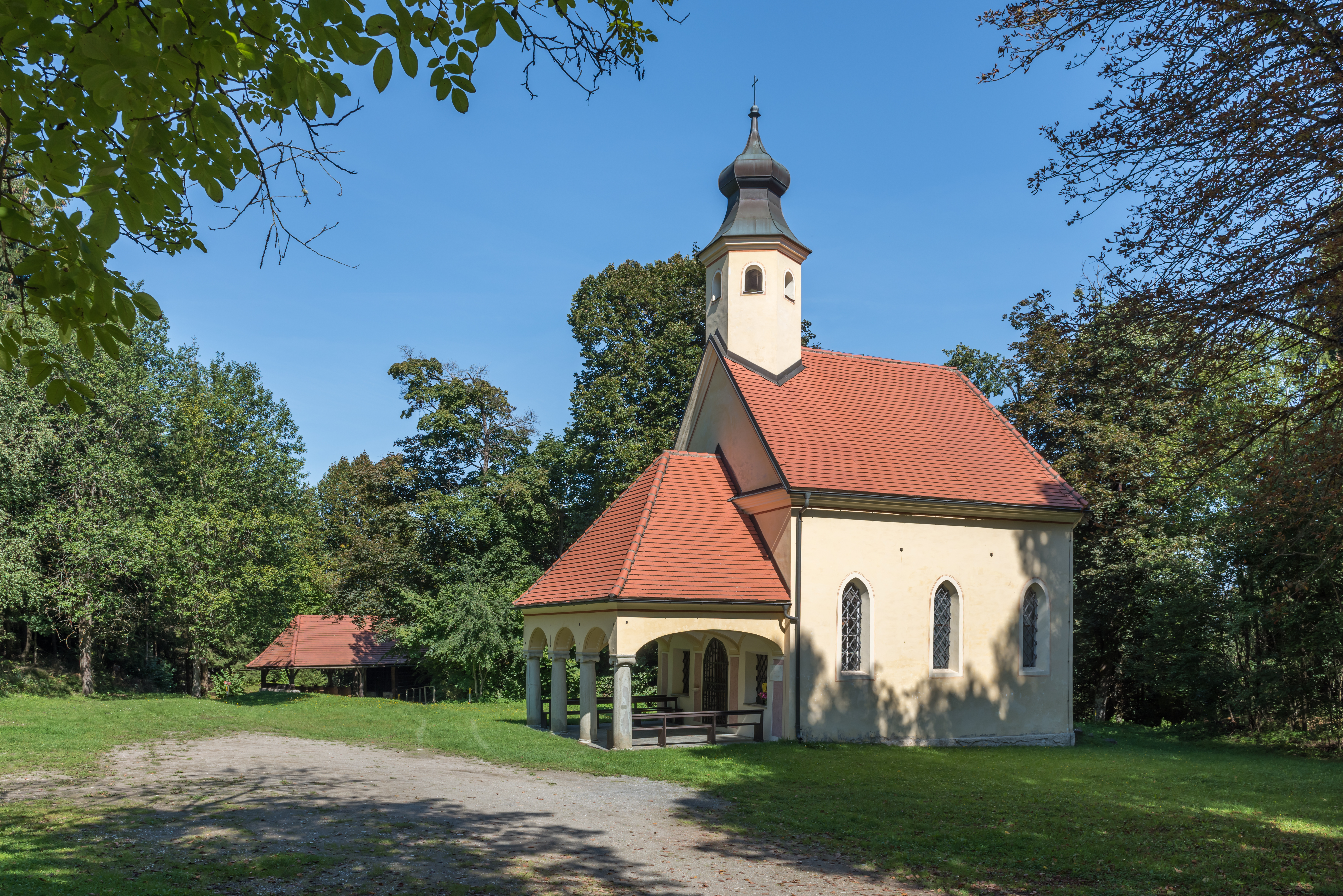
Wallfahrtskirche Maria Wolschart, dahinter die ältere hölzerne Kapelle

Der Ortsname Wolschart leitet sich von Wolveshart (Wolfswald) ab. Als der Franziszeische Kataster erstellt wurde, befanden sich im Bereich des heutigen Ortes noch keine Häuser, sondern lediglich die hölzerne Kapelle Maria Wohlschart. Daneben wurde 1843 eine kleine Wallfahrtskirche (Maria Wolschart bzw. Maria Sieben Schmerzen) errichtet. Zu Marienfeiertagen und insbesondere am Annentag fanden gut besuchte Wallfahrten zu der Kirche statt. Bei der Kirche wurde 1849 ein Mesnerhaus (Hausnummer 1) gebaut, der Mesner war auch als Wirt tätig. Daneben entstand ein weiteres Wohngebäude (Hausnummer 3). Etwa 250 m nordwestlich davon, nahe dem Gurkufer wurde ein weiteres Haus gebaut (Hausnummer 2) und schließlich gibt es dort seit der zweiten Hälfte des 20. Jahrhunderts auch ein Wohnhaus direkt an der Gurk (Hausnummer 4).
Zunächst in der Steuergemeinde Dielach liegend, gehörte der Ort in der ersten Hälfte des 19. Jahrhunderts zum Steuerbezirk Osterwitz. Bei der Bildung der Ortsgemeinden im Zuge der Reformen nach der Revolution 1848/49 kam Wolschart an die Gemeinde Pfannhof und bei deren Auflösung an die Gemeinde Meiselding. Im Zuge der Gemeindestrukturreform in Kärnten wurde die Ortschaft Wolschart 1972 der Gemeinde Sankt Georgen am Längsee angeschlossen; dabei wurden auch die Katastralgemeindegrenzen geändert, sodass der Ort nun auf dem Gebiet der Katastralgemeinde St. Georgen am Längsee lag.

## Bevölkerungsentwicklung
Für die Ortschaft zählte man folgende Einwohnerzahlen:
- 1869: 1 Haus, 12 Einwohner[3]
- 1880: 2 Häuser, 28 Einwohner[4]
- 1890: 2 Häuser, 17 Einwohner[5]
- 1900: 2 Häuser, 7 Einwohner[6]
- 1910: 2 Häuser, 10 Einwohner[7]
- 1923: 1 Haus, 9 Einwohner[8]
- 1934: 45 Einwohner[9]
- 1961: 2 Häuser, 10 Einwohner[10]
- 2001: 6 Gebäude (davon 2 mit Hauptwohnsitz) mit 3 Wohnungen; 16 Einwohner und 1 Nebenwohnsitzfall; 2 Haushalte; 1 Arbeitsstätte, 0 land- und forstwirtschaftliche Betriebe[11]
- 2011: 5 Gebäude, 8 Einwohner, 4 Haushalte, 0 Arbeitsstätten[12]
- 2021: 5 Gebäude, 1 Einwohner, 1 Haushalt, 0 Arbeitsstätten[13]